# Железное и укладное дело в Арамашевской слободе
Госуда́рево желе́зное и укла́дное де́ло — небольшое кустарное металлургическое производство, существовавшее в Арамашевской слободе в 1654—1655 годах. Наряду с Ницинским и Красноборским заводами считается одним из первых металлургических производств Урала.

## История
В 1654 году вблизи Арамашевской слободы были обнаружены залежи железной руды. Организацией казённого металлургического производства в Арамашевской слободе на основании указа властей занимался верхотурский боярин Панкратий Перхуров. Он представил ирбитскому приказчику Григорию Дирину сведения о необходимом количестве людей. В ноябре 1654 года в Ирбитской слободе была проведена перепись кузнецов и гулящих людей для отправки в Арамашевскую слободу. В дальнейшем умельцев искали по всем верхотурским волостям. Известно, что в декабре 1654 года из Ирбитской слободы в Арамашевскую отправились кузнецы со снастями, жёнами и детьми, а также 20 гулящих людей. Они сменили отправленных туда ранее кузнецов и гулящх людей из Невьянской слободы. Также привлекались работники из Усть-Ирбитской слободы.
К марту 1655 года из Ирбита прибыло только 10 человек, что вызвало недовольство Перхурова, который писал Дирину: «и тепере государеву рудному делу простой учинился». Общее руководство и контроль над строительством завода осуществлял верхотурский воевода Л. Т. Измайлов.
Других сведений об объёмах производства и периодах действия завода не найдено.
Алексеев В. В. и Гаврилов Д. В. считают, что Курлаев Е. А. в своих исследованиях не смог привести весомых доказательств существования металлургического производства в Арамашевской слободе.